# Leucippus
Leucippus of Leukippos (Oudgrieks: Λευκιππος) (ca. 470 v.Chr. - ca. 360 v.Chr.) fl. 430 v.Chr.. wordt binnen de westerse filosofie gezien als de grondlegger van het atomisme.

## Leven
Leucippus is hoogstwaarschijnlijk geboren in Elea, sommigen stellen echter dat hij in Milete dan wel in Abdera geboren zou zijn. Ondanks deze bronnen lijkt Elea het meest waarschijnlijk, enerzijds omdat zijn filosofie een overduidelijke reactie is op de Eleatische school en anderzijds omdat Leucippus genoemd wordt als een leerling van Zeno van Elea. Leucippus zou docent geweest zijn van Demokritos. Vervolgens zouden zij gezamenlijk een atoomleer hebben uitgewerkt die maakt dat Leucippus en Demokritos  in één adem genoemd worden wat betreft de oprichting van het atomisme als stroming binnen de westerse filosofie. Verder is er weinig bekend over Leucippus' leven behalve dat hij op een aanzienlijk hoge leeftijd zou zijn gestorven.
Toch is er veel discussie geweest over het feit of Leucippus een echt historisch persoon is, met name in de 19de eeuw. Dit is hoogstwaarschijnlijk gebaseerd op een fragment waarin de latere filosoof Epicurus stelt dat Leucippus nooit heeft bestaan.  Naast Diogenes Laërtius  noemen Aristoteles en Theophrastus Leucippus ook als de oprichter van het atomisme. De algemene consenus is dat Leucippus wel daadwerkelijk heeft bestaan.

## Filosofie
Er zijn nauwelijks fragmenten overgeleverd die aan Leucippus toegeschreven kunnen worden. Dit in tegenstelling tot zijn leerling Democritus, van wie relatief wel veel is overgeleverd. Eén uitspraak die vrijwel zeker aan Leucippus kan worden toegeschreven is "dat alles ontstaat op grond van een noodzaak", niets ontstaat zomaar, maar alles vindt plaats volgens een logisch patroon en door noodzaak. 
Leucippus probeerde daarmee te stellen dat gebeurtenissen plaatsvinden op basis van kenbare, natuurlijke oorzaken.